# Richard Holm
Richard Holm (* 3. August 1912 in Stuttgart; † 20. Juli 1988 in München) war ein deutscher Opernsänger (Tenor), der über 30 Jahre an der Münchner Staatsoper wirkte. International erlangte er vor allem als Mozart-Sänger hohes Ansehen.

## Leben und Wirken
Richard Holm wurde in Stuttgart geboren. Er studierte Gesang an der Hochschule für Musik für Darstellende Kunst in Stuttgart. Mitte der 1930er Jahre nahm er als Richard Nothhelfer zahlreiche Volkslieder und Schlager für das in Stuttgart-Vaihingen ansässige Plattenlabel Elton auf. Zugleich gehörte er auch der Gesangsgruppe „Stuttgarter Wellensittiche“ an, die von Otto Seyfert geleitet wurden, und Volkslieder im Stil der Comedian Harmonists einspielten, ebenfalls für die Firma Elton. 1937 war er mit Helge Rosvaenge und Karl Schmitt-Walter an einer Gesamtaufnahme von La Bohème des Reichssenders Stuttgart beteiligt. Sein Debüt als Opernsänger erfolgte 1937 am Opernhaus Kiel, wo er nach Abschluss seines Studiums sein erstes Engagement fand. Von 1942 bis 1945 sang er am Opernhaus Nürnberg. Seit der Saison 1948 war er Ensemblemitglied der Münchner Staatsoper.
Richard Holm wirkte in München in wichtigen Uraufführungen moderner Opernwerke mit: 1957 in Die Harmonie der Welt von Paul Hindemith, 1963 in Die Verlobung in San Domingo von Werner Egk und 1978 in Lear von Aribert Reimann.
1975 verkörperte er dort auch die Rolle des Gustav von Aschenbach in Death in Venice von Benjamin Britten. Seine Rolle als alter, treuer, dem König „mit Selbstverleugnung dienende“ Graf von Kent in Lear wurde sein letztes beeindruckendes Rollenporträt auf der Bühne der Münchner Staatsoper. Diese Rolle sang er auch, direkt an seinem 70. Geburtstag, bei der letzten Aufführung der Oper zum Abschluss der Münchner Opernfestspiele 1982. Im Juli 1982 übernahm er außerdem bei den Münchner Opernfestspielen die Sprechrolle des Haushofmeisters in der Strauss-Oper Ariadne auf Naxos, die er mit „ganzer arroganter Überheblichkeit“ gestaltete.
Richard Holm sang von 1949 bis 1952 alljährlich bei den Salzburger Festspielen und verkörperte dort Jaquino in Fidelio und die Mozart-Rollen Tamino, Idamante und Annio.  Holm gastierte außerdem 1950 beim Glyndebourne Festival, in der Saison 1952/53 an der Metropolitan Opera in New York und in London.
Richard Holm war auch ein bedeutender Konzertsänger und gesuchter Gesangslehrer als Professor an der Musikhochschule München. Zu seinen Schülern gehörte u. a. der Tenor Francisco Araiza.

## Repertoire
Richard Holm sang zu Beginn seiner Karriere vor allem das lyrische Tenor-Fach in den Opern von Wolfgang Amadeus Mozart  (Belmonte, Tamino) und das lyrische Buffo-Fach (Jaquino, David in Die Meistersinger von Nürnberg), in späteren Jahren kamen große Charakterpartien wie Loge in Der Ring des Nibelungen und Novagerio in Palestrina (1952 WDR) hinzu. 1963 übernahm Richard Holm an der Bayerischen Staatsoper auch die Titelrolle in Palestrina. Sein intensives Charakterporträt wurde als Live-Mitschnitt auch auf CD veröffentlicht.
Für den Rundfunk unternahm Richard Holm außerdem seltene Ausflüge in die Operette: 1950 wirkte er beim Nordwestdeutschen Rundfunk (NWDR) in Traumland von Eduard Künneke mit; mehrfach sang er in Operettenaufnahmen für den Bayerischen Rundfunk (BR), so 1954 in der Kálmán-Operette Das Veilchen von Montmartre von Emmerich Kálmán und 1957 in Madame Dubarry.

## Tondokumente (Auswahl)
- Beethoven: Fidelio (Walhall 2004/Cantus Classics 2005, Aufnahme vom April 1951)
- Haydn: Die Schöpfung (Deutsche Grammophon Gesellschaft, 1957)
- Mozart: Requiem (Deutsche Grammophon 2004)
- Pfitzner: Palestrina (Orfeo 1999)
- Reimann: Lear (Deutsche Grammophon 2000)
- Strauss: Die ägyptische Helena (Orfeo 1996)
- Weber: Der Freischütz (Deutsche Grammophon 2000)